# 潘铭钟

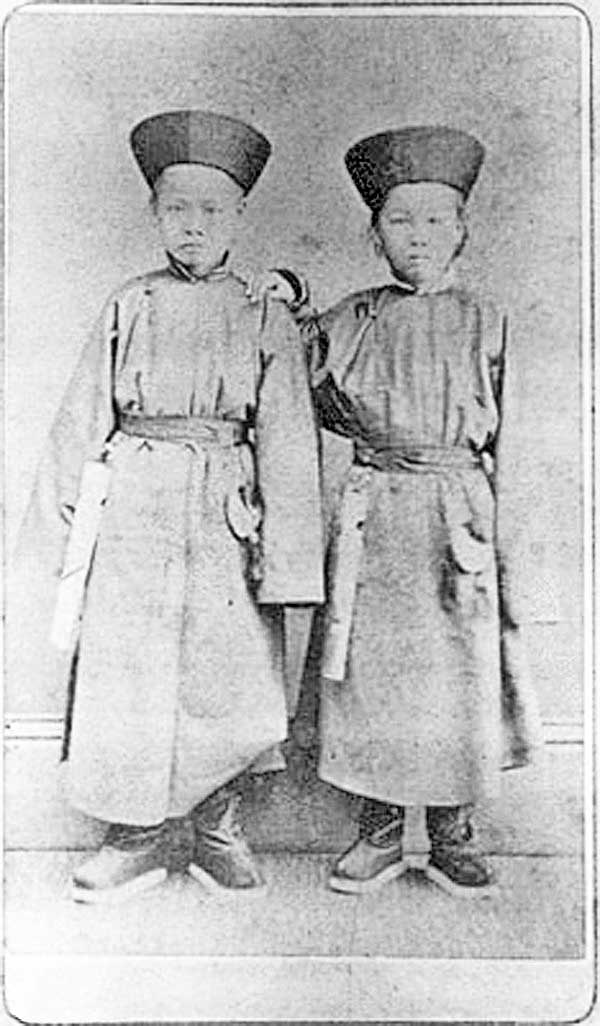
1872年詹天佑（左）和潘铭钟（右）在到达康涅狄格州纽黑文后的合影

潘铭钟（1862年—1879年11月28日），广东南海人，他是历史上中国官派留学生中首位考入美国大学者。 

## 生平
他是1872年清朝首批中国留美幼童之一。早期他曾在西海汶海滨男生学校就读，和詹天佑是同学和好友。后来他考入高级中学。1877年春，他因成绩优异，遂在所在中学老师及美国家长的鼓励下，以优异成绩考入伦斯勒理工学院学习。他也成为中国留美幼童中首位考入美国大学的学生。但因学习过于刻苦，1879年不幸病逝。
在他去世后，1879年12月1日《纽约时报》曾刊文登载他的生平以纪念他。文中还刊载了他临终前写下的一首诗：
Dr. Clark has saved my heart,

Where I lie there let me die,

Where'er I be, there bury me.
译文：克拉克医生拯救了我的心脏，
我躺在哪里，就让我死在哪里，
我在哪里，就把我埋在哪里